# Port lotniczy Karratha
Port lotniczy Karratha (IATA: KTA, ICAO: YPKA) – port lotniczy położony w Karratha, w prowincji Australia Zachodnia, w Australii.